# 양학초등학교
양학초등학교(良鶴初等學校, Yanghak Elementary School)는 대한민국 경상북도 포항시 북구 학잠동에 있는 공립 초등학교이다.

## 학교 연혁
- 1983년 3월 : 포항 양학국민학교 설립 인가
- 1984년 3월 : 개교 (포항남부 1,074명, 효자 24명 인수)
- 1985년 9월 : 병설유치원 설립
- 1996년 3월 : 양학초등학교로 명칭 변경
- 2001년 3월 : 이동초등학교 개교와 함께 분리 이관
- 2009년 3월 : 46학급 편성(특수반 1), 유치원 2학급 편성
- 2019년 9월 : 최삼봉 교장 부임